# الیو پکورارو
الیو پکورارو (انگلیسی: Elio Pecoraro؛ زادهٔ ۱۳ اکتبر ۱۹۶۷) بازیکن فوتبال اهل ایتالیا است.
از باشگاه‌هایی که در آن بازی کرده‌است می‌توان به باشگاه فوتبال سمپدوریا، باشگاه فوتبال آ.اس. رم، و باشگاه فوتبال وارزه اشاره کرد.